# Feteira (Angra do Heroísmo)
Feteira ist eine portugiesische Gemeinde (Freguesia) im Kreis (Município) Angra do Heroísmo auf der Azoren-Insel Terceira. In ihr leben 1343 Einwohner (Stand 19. April 2021).